# Kovácsrét
Kovácsrét (ukránul: Кушниця [Kusnyicja]) falu Ukrajnában, Kárpátalján, a Huszti járásban.

## Fekvése
A Borzsa folyó mellett, Szuhabaranka és Kerecke közt fekvő település.

## Története
Kovácsrét nevét 1318-ban Cusmuca néven említette először oklevél, mint a Gutkeled nemzetséghez tartozó Tyba birtokát. Ez éven Tyba fia Mihály és Tyba fiai Péter, László, Tamás, és János osztoztak meg rajta. 1446-ban Custicza, 1454-ben Kwsnycza, 1525-ben Kwsnycha néven írták.
Kusnica, vagy mai nevén Kovácsrét Kenézi telepítésű falu, mely mindvégig a Dolhai család birtoka volt eleinte kenézi, majd később nemesi jogon. Lakosai ruszin jobbágyok voltak.
1910-ben 1780 lakosából 51 magyar, 268 német, 1449 ruszin volt. Ebből 61 római katolikus, 1447 görögkatolikus, 269 izraelita volt. A trianoni békeszerződés előtt Máramaros vármegye Dolhai járásához tartozott.

## Galéria

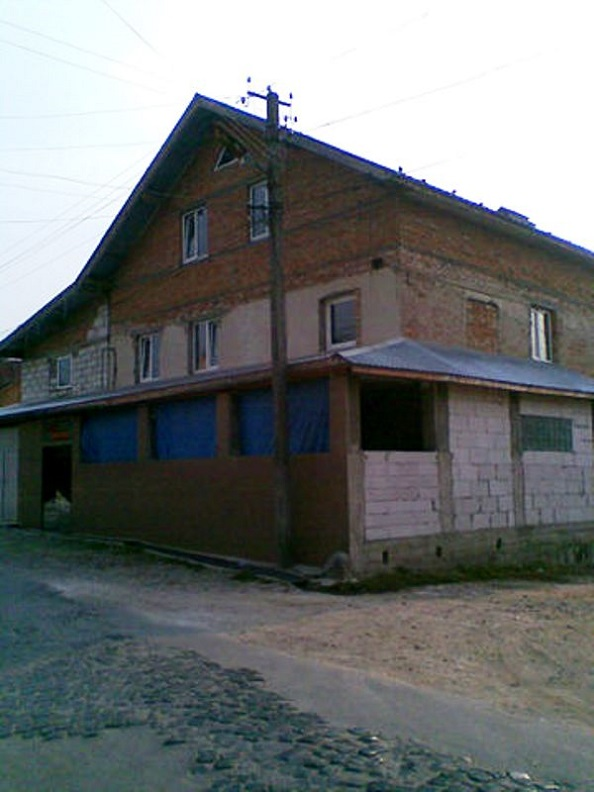
Zsinagóga
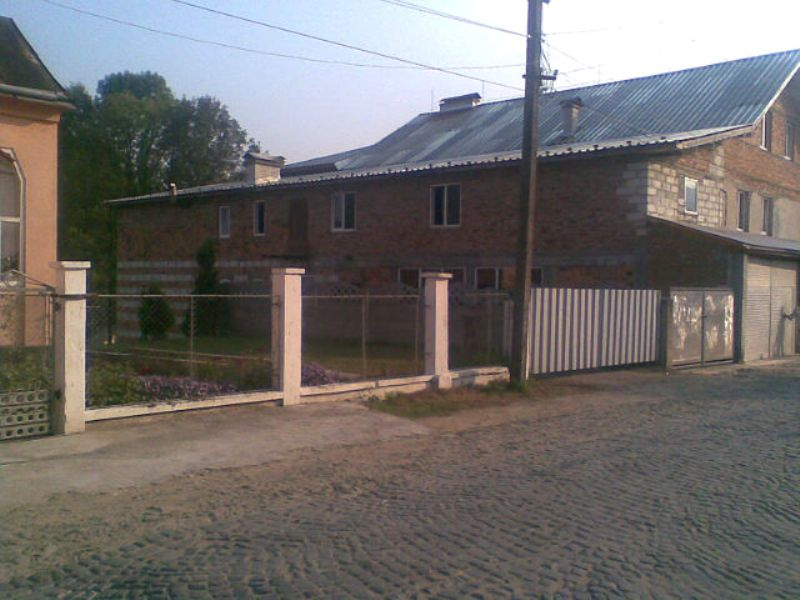
Zsinagóga